# نیکلاس اکبرگ
نیکلاس اکبرگ (انگلیسی: Niclas Ekberg؛ زادهٔ ۲۳ دسامبر ۱۹۸۸) بازیکن هندبال اهل سوئد است.
از باشگاه‌هایی که در آن بازی کرده‌است می‌توان به اشاره کرد.